# Segosh
Segosh o Cerro Segosh como aparece en los mapas, es una montaña de la Cadena Central de los Andes del norte peruanos en el departamento de Huánuco.

## Ubicación geográfica
Se localiza en el distrito de Jacas Grande dentro de la provincia de Huamalíes, a una altitud de 4570 m s. n. m., siendo el punto más alto de la provincia mencionada. Se localiza inmediatamente al este de la montaña Huamash.

## Vistas

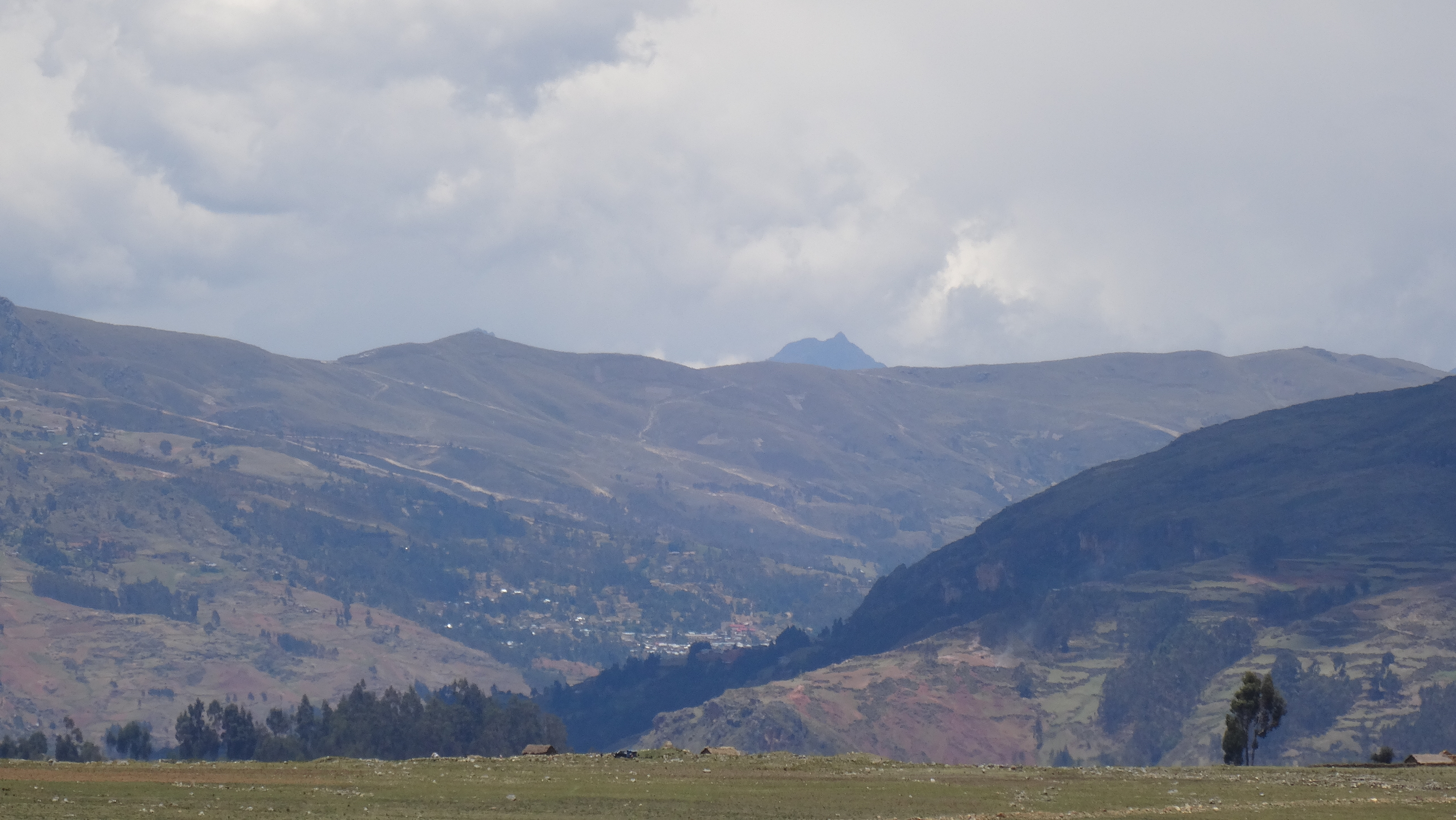
Vista hacia el norte desde el Ushno, en la parte inferior se aprecia parte de la meseta y en la parte superior la cima de la montaña Segosh.

Siendo una de las montañas más altas del departamento de Huánuco, por su posición detrás del Huamash, esta oculto por lo que no es visible a simple vista en puntos medianamente cercanos; no obstante su imponente silueta destaca a una distancia considerable en el Alto Marañón correspondiente a la provincia de Huamalíes, siendo visto en días despejados desde las ruinas de Wanuko Marka en la provincia de Dos de Mayo.